# Rusińska Wikipedia
Rusińska Wikipedia (rusiń. Русиньска Вікіпедія) – edycja Wikipedii tworzona w języku rusińskim.
Teksty tworzone są w ukraińskiej cyrylicy oraz rosyjskiej. Według stanu z 6 grudnia 2012 projekt ten liczy 4026 artykułów (tym samym zajmując 150. miejsce wśród edycji językowych pod względem ilości artykułów), ma 5164 zarejestrowanych uczestników, z których aktywnych jest 22; pracuje nad nią jeden administrator.